# كريستوفر دو
كريستوفر دو (بالإنجليزية: Christopher Dow)‏ (17 يونيو 1950)؛ روائي أمريكي.